# Paul Warfield
Paul Dryden Warfield (* 28. November 1942 in Warren, Ohio) ist ein ehemaliger NFL Wide Receiver. Er spielte nach seiner College-Karriere (Ohio State) ab 1964 zunächst für die Cleveland Browns und anschließend von 1970 bis 1974 für die Miami Dolphins, bevor er nach Cleveland zurückkehrte. Dort beendete er 1977 seine sportliche Profikarriere. Mit den Miami Dolphins gewann er 1973 den Super Bowl VII und 1974 den Super Bowl VIII. 1983 ging Warfield in die Pro Football Hall of Fame ein.